# 吉永武男
吉永 武男（よしなが たけお、1904年〈明治37年〉10月28日 - 1978年〈昭和53年〉5月1日）は、日本の銀行家。長崎県長崎市出身。

## 来歴
熊本県立玉名中学校（1922年卒業）、第五高等学校を経て、東京帝国大学経済学部を卒業した。
大学卒業後に三十四銀行に入る。1933年に三十四銀行は他の銀行との統合により、三和銀行となる。1952年に東京事務所長に就任し、以後、経理部長、神戸支店長、取締役、常務取締役などを歴任した。
1963年三和銀行退任後、日本火災海上保険に取締役副社長として入り、1969年に取締役会長に就任。1974年、勲四等旭日小綬章を受章。
1978年5月1日、閉塞性黄疸のため東京都文京区本駒込の宮入外科病院で死去。